# Eta Beta l'uomo del 2000
Eta Beta l'uomo del 2000 è una storia del 1947 realizzata dagli autori Bill Walsh e Floyd Gottfredson per le strisce giornaliere a fumetti pubblicate sui quotidiani statunitensi; segna inoltre l'esordio del personaggio di Eta Beta, simpatico omino proveniente dal futuro.
Nel 2013, in occasione del n. 3000 di Topolino, venne pubblicata Eta Beta l'uomo del 3000, in cui Eta Beta è alla ricerca del fumetto della sua prima avventura.

## Trama
Topolino e Pippo, facendo una gita in montagna, si imbattono in un temporale e sono costretti a rifugiarsi in una grotta lì vicino, che ha fama di essere un luogo da dove nessuno è mai uscito vivo. Inoltrandosi nella caverna, Topolino cade in una buca dove incontra uno strano essere (Eta Beta, appunto) che, dopo un primo momento di paura reciproca, mostra loro una strana sveglia regolata 500 anni nel futuro (precisamente al 21 ottobre 2447): ciò dimostra che l'omino proviene da una realtà o una dimensione proiettata in un lontano futuro. Nonostante ciò Topolino decide di portare a casa sua lo strano personaggio. 
Giunti lì i due danno vita ad una serie di gag causate dall'ignoranza di Eta Beta delle usanze del mondo civilizzato (tra queste quella in cui l'uomo del 2000 butta del denaro in un bidone non sapendo cosa farne). Ad un certo punto l'amico di Topolino viene rapito dallo scienziato Claudio Attatay e dal suo collaboratore Camillo che, avendo realizzato una ricostruzione di come presumibilmente potrà apparire l'essere umano 500 anni a questa parte identica ad Eta Beta, intendono studiarlo; alla fine Topolino riesce comunque a salvare il suo amico del futuro perché i due scienziati faranno solo degli innocui esperimenti riguardo al comportamento dell'omino, finché lui non si addormenterà.
La storia si chiude con l'inizio dell'amicizia tra Pippo, il quale aveva in precedenza affermato che Eta Beta non esistesse, e l'omino del futuro.

## Edizione italiana
- Nella prima edizione della versione italiana della storia, pubblicata Topolino libretto dal n. 1 al n. 5 del 1949, l'orologio che Eta Beta mostra a Topolino nella grotta non viene regolato all'anno in cui viene pubblicata la storia, il 1949, e quindi si ritrova avanti di 498 anni e non 500; inoltre, alla fine della storia vi è il rimando all'avventura Topolino e lo strano potere di Flip che viene iniziata a pubblicare proprio dal numero seguente, il 6, del settembre 1949.